# Kapun
En kapun er en kastreret hane. Kastreringen sker omkring 12-ugersalderen for at gøre kødet mere velsmagende.
Dette sker ved at skære to dybe snit i hver side af brystet uden bedøvelse ind under de nederste brystben. 
Dette giver dyret voldsomme smerter og dødeligheden er høj.
Operationen på den levende fugl er ulovlig i mange lande, herunder England.
 Der er for få eller ingen kildehenvisninger i denne artikel, hvilket er et problem. Du kan hjælpe ved at angive troværdige kilder til de påstande, som fremføres i artiklen.

- Wikimedia Commons har flere filer relateret til kapuner

| Fugl | Spire Denne artikel om fugle er en spire som bør udbygges. Du er velkommen til at hjælpe Wikipedia ved at udvide den. |

| Mad og drikke | Spire Denne artikel om mad og drikke er en spire som bør udbygges. Du er velkommen til at hjælpe Wikipedia ved at udvide den. |